# MT Framework
MT Framework es un motor de videojuego creado por Capcom. "MT" significa "Multi-Thread", "Meta Tools" y "Multi-Target". Si bien inicialmente MT Framework estaba destinado a impulsar Dead Rising y Lost Planet: Extreme Condition de 2006 únicamente, Capcom decidió más tarde que sus divisiones de desarrollo interno lo adoptaran como su motor predeterminado. Como resultado, la gran mayoría de sus videojuegos desarrollados internamente para las plataformas PlayStation 3 y Xbox 360 se crearon en él, incluidos cuatro títulos nuevos y tres versiones remasterizadas de títulos anteriores de la serie Resident Evil, la franquicia más grande de Capcom. Las imágenes de los primeros juegos construidos con el motor fueron bien recibidas y MT Framework también ganó un premio CEDEC.
A lo largo de los años, MT Framework recibió varias actualizaciones, la más importante de las cuales fue una revisión importante llamada MT Framework 2.0, introducida con Lost Planet 2 en 2010. Además, se han realizado dos ramificaciones del motor; MT Framework Lite apunta a las consolas Wii y PlayStation 3, y MT Framework Mobile potencia los juegos para Nintendo 3DS, PlayStation Vita, Android y iOS.
A partir de 2014, la postura de Capcom sobre el futuro del motor es que seguirá utilizándose para crear juegos para la séptima generación de consolas de videojuegos, teléfonos inteligentes y videoconsolas portátiles. Panta Rhei y RE Engine, que se utilizó para desarrollar Resident Evil 7: Biohazard, están destinados a ser los sucesores de MT Framework en el desarrollo de juegos para la octava generación de consolas de videojuegos.

## Historia

### Inicios
Antes de la creación de MT Framework, los equipos de desarrollo interno de Capcom utilizaban cada uno motores y herramientas de su propio diseño, un proceso que se consideraba ineficiente. Por lo tanto, se tomó la decisión de construir un motor que cubriera las necesidades de todos los desarrolladores de Capcom. Al principio, MT Framework se estaba desarrollando para usarse solo en Dead Rising y Lost Planet: Extreme Condition. Capcom evaluó el motor Unreal Engine 3 para su adopción como su motor interno, pero decidió no hacerlo debido a algunas limitaciones de rendimiento y dificultades para obtener soporte técnico de su desarrollador estadounidense, Epic Games, en Japón. Como tal, se tomó la decisión de desarrollar más MT Framework y extender su uso interno.

### MT Framework 1.x
El desarrollo de MT Framework había comenzado en septiembre de 2004 basado en el motor Onimusha 3. El motor fue construido para usar herramientas de desarrollo de PC e inicialmente apuntó al sistema Xbox 360 debido a su similitud con la plataforma de PC. En 2004, el proyecto había comenzado por un solo programador, pero en los años siguientes y a medida que agregaron soporte para más plataformas, más personas se unieron. Debido a sus herramientas de desarrollo de PC, los videojuegos se pueden programar primero en la PC y luego ajustado para ejecutarse en hardware de consola. El marco MT admite técnicas de subprocesos múltiples para aprovechar las CPU multinúcleo que se utilizan en las consolas Xbox 360 y PlayStation 3, así como en las PC modernas.
Hablando sobre Lost Planet: Extreme Condition y su uso de MT Framework, Capcom destacó las siguientes características compatibles con el motor: Un efecto de desenfoque de movimiento ligero llamado "Desenfoque de movimiento 2.5D" (basado en la presentación "Stupid OpenGL Shader Tricks" de Simon Green en la Game Developers Conference 2003) es compatible para ayudar a suavizar los juegos a 30 fps ; Los mapas de sombras de perspectiva de espacio de luz, una forma de mapeado de sombras, se utilizan para la representación de las sombras y una técnica llamada filtrado porcentual más cercano para suavizarlas; Mapeado normal, renderizado HDR, partículas blandas, cantidades variables de MSAA y una técnica con la que las partículas se pueden renderizar a 1/4 de la resolución completa para el beneficio del rendimiento; Manejo básico de la física mediante el middleware integrado de Havok y un motor de física personalizado para manejar cálculos de física local de personajes, como la simulación de telas y la cinemática inversa.
La primera actualización significativa del motor fue el lanzamiento de la versión para PC de Lost Planet: Extreme Condition, que fue el segundo juego de PC compatible con DirectX 10 y el primero con una demostración de DirectX 10. Se agregó al motor compatibilidad con mapeo de oclusión ambiental y oclusión de paralaje, y bajo DirectX 10 se mejoró la representación de sombras suaves, y mediante el uso de sombreadores de vértices, menos desenfoque de movimiento propenso a artefactos, sombreado de piel y profundidad de campo mejorada con una apariencia similar a un bokeh. Los dos juegos en PC que siguieron Lost Planet: Extreme Condition - Devil May Cry 4 y Resident Evil 5 - también incluían compatibilidad con DirectX 10, pero Capcom decidió no usarlo para mejorar las imágenes, por lo que se veían casi igual que cuando se ejecuta bajo DirectX 9. Sin embargo, Resident Evil 5 bajo DirectX 10, fue el primer videojuego que se presentó completamente en 3D estereoscópico, incluidas todas sus escenas, y el primero en ser calificado como "3D Vision Ready" por Nvidia. Los relanzamientos posteriores de los dos juegos en PC eliminaron la compatibilidad con DirectX 10.

### MT Framework 2.x
Una actualización importante del motor llamada MT Framework 2.0 comenzó a desarrollarse en enero de 2008 e hizo su debut con el lanzamiento de Lost Planet 2 en 2010. Según Capcom, varias partes del motor se reescribieron desde cero y, como resultado, funciona mejor en el hardware de PlayStation 3, en comparación con la versión anterior del motor que se construyó por primera vez con la Xbox 360 en mente. Capcom destacó la interactividad entre personajes y vegetación en Lost Planet 2como una de las mejoras significativas que se hicieron posibles con el nuevo motor, pero también se señaló que debido a que el juego comenzó a desarrollarse en la versión anterior del motor, no representa completamente las capacidades de la nueva iteración. Capcom comentó además que MT Framework 2.0 es capaz de ocultar a los programadores las características específicas del hardware y los modelos de sombreadores compatibles, lo que les permite escribir más código independiente de la plataforma que antes y reducir su carga. En el informe anual de 2011 de Capcom, se confirmó que el 80 % del proceso de desarrollo de MT Framework es común entre las plataformas Xbox 360, PlayStation 3 y PC, algo que redujo los costos de desarrollo. Por último, Capcom hizo posible por primera vez que los estudios de contrato externos que se asociarían con ellos, usaran el motor. El primer juego desarrollado externamente que usó MT Framework 2 fue Marvel vs.Capcom 3: Fate of Two Worlds.
La versión para PC de Lost Planet 2 lanzada algunos meses después de las versiones de consola en 2010, agregó soporte para funciones de DirectX 11 como teselación, mapeado por desplazamiento y el uso de DirectCompute para simulación de cuerpo blando y simulación de fluidos. Los juegos MT Framework 2.0 posteriores lanzados para PC eran solo DirectX 9.
Se realizó otra actualización significativa para Dragon's Dogma, lanzado en 2012. Los juegos anteriores de MT Framework estaban "basados en etapas" con cada etapa dividida por una pantalla de carga. Debido a que los niveles de Dragon's Dogma son decenas a cientos de veces más grandes que en los títulos anteriores de MT, y la estructura del juego es de mundo abierto, la única forma en que podían hacerlo funcionar en el motor era adaptándolo para poder moverse en y partes del mundo del juego fuera de la memoria, según sea necesario. Otra mejora es que el motor pasó de utilizar un renderizador avanzado a uno híbrido que utiliza iluminación diferida (también conocida como Light Pre-Pass). Esto hizo posible soportar un ciclo de 24 horas y variaciones climáticas y un número "infinito" de luces. Otros cambios incluyen soporte para la variación en tiempo real de un modelo de personaje y FXAA. Sobre la base de la tecnología actualizada de Dragon's Dogma, Resident Evil 6 agregó SSAO, y mejoró la reproducción del cabello (basado en el documento "Light Scattering from Human Hair Fibers" presentado en SIGGRAPH 2003) junto con expresiones faciales y movimiento de los ojos. Monster Hunter: World, lanzado en 2018, puede emitirse en HDR.

### MT Framework Lite y MT Framework Mobile
A finales de octubre de 2009, se informó que Capcom estaba trayendo MT Framework a Wii para reducir el tiempo de desarrollo y los costos de desarrollar juegos de Wii. Sengoku Basara 3 fue confirmado como el primer juego que se ejecuta en MT Framework Lite, una versión especial del motor dirigida al hardware de Nintendo Wii y PlayStation 3. En el E3 2010, Super Street Fighter IV: 3D Edition y Resident Evil: Revelations se anunciaron como próximos juegos para Nintendo 3DS, y a finales de septiembre de 2010, los dos juegos junto con Resident Evil: The Mercenaries 3D y Mega Man Legends 3 se reveló que se ejecuta en MT Framework Mobile, una nueva versión del motor, basada en MT Framework 2.0, diseñada específicamente para Nintendo 3DS. Capcom señaló que gracias a MT Framework Mobile, Resident Evil: Revelations presenta una línea de procesamiento de gráficos que es casi idéntica a la de Resident Evil 5, que admite reproducción HDR, sombreado automático, mapeo normal, corrección de color, corrección de gamma, profundidad de campo, desenfoque de movimiento y suavizado en el hardware de Nintendo 3DS. A finales de enero de 2011, Capcom demostró la introducción de Lost Planet 2 que se ejecuta en MT Framework Mobile en la "Next Generation Portable", posteriormente renombrada como PlayStation Vita. La versión Vita de Ultimate Marvel vs. Capcom 3 fue el primer juego de MT Framework Mobile que se lanzó en el hardware. El soporte de MT Framework Mobile para iOS también se anunció más tarde, y el primer juego en usar el motor en el iPhone fue el puerto de Phoenix Wright: Ace Attorney - Dual Destinies, lanzado en 2014.

## Futuro
En una entrevista de 2014 con Masaru Ijuin, un ingeniero detrás de MT Framework y el próximo motor patentado de Capcom, Panta Rhei, se detalló que Capcom planea pasar al nuevo motor comenzando con Deep Down, pero continuará usando MT Framework para juegos desarrollados para la séptima generación de consolas, así como MT Framework Mobile para dispositivos portátiles y teléfonos inteligentes. Afirmó que "los creadores tendrán que empezar desde el punto de partida cuando aprendan a desarrollar juegos usando Panta Rhei", pero la eficiencia general del desarrollo aumentaría más de lo que lo haría si simplemente hubieran actualizado MT Framework. En junio de 2016, se anunció Resident Evil 7: Biohazard y se reveló que se estaba ejecutando en un nuevo motor patentado por Capcom llamado RE Engine. Se dijo que RE Engine también impulsará varios juegos futuros de Capcom. Sin embargo, Capcom eligió MT Framework para construir Monster Hunter: World de 2018, a pesar del juego dirigido a PlayStation 4, Xbox One y PC modernas, ya que sentían que la existencia de conjuntos de herramientas personalizados integrados en el motor de títulos anteriores de Monster Hunter se beneficiaría su desarrollo.

## Juegos que usan MT Framework

### Motor principal (MTFW)
| Título                                                       | Fecha de lanzamiento     | Versión del motor | Plataforma(s)                                                                                | Notas |
| ------------------------------------------------------------ | ------------------------ | ----------------- | -------------------------------------------------------------------------------------------- | --- |
| Dead Rising                                                  | 8 de agosto de 2006      | MT Framework 1.x  | Xbox 360, PlayStation 4, Xbox One y Microsoft Windows                                        | La versión original de Xbox 360 utiliza MT Framework 1.0 |
| Lost Planet: Extreme Condition                               | 21 de diciembre de 2006  | MT Framework 1.x  | PlayStation 3, Xbox 360 y Microsoft Windows                                                  | La versión de Xbox 360 usa MT Framework 1.1, la versión de Windows usa MT Framework 1.2 |
| Devil May Cry 4                                              | 31 de enero de 2008      | MT Framework 1.x  | PlayStation 3, Xbox 360 y Microsoft Windows                                                  | Utiliza MT Framework 1.3 |
| Resident Evil 5                                              | 5 de marzo de 2009       | MT Framework 1.x  | Microsoft Windows, PlayStation 3, PlayStation 4, Xbox 360, Xbox One y Nintendo Switch        | Utiliza MT Framework 1.4 Las versiones del juego para PlayStation 4 y Xbox One presentan algunas mejoras gráficas menores y, por lo tanto, podrían estar usando una versión actualizada del motor. |
| Lost Planet 2                                                | 11 de mayo de 2010       | MT Framework 2.x  | PlayStation 3, Xbox 360 y Microsoft Windows                                                  | Utiliza MT Framework 2.0 |
| Marvel vs. Capcom 3: Fate of Two Worlds                      | 15 de febrero de 2011    | MT Framework 2.x  | PlayStation 3 y Xbox 360                                                                     | Utiliza MT Framework 2.1 |
| Resident Evil Code: Veronica X HD                            | 27 de septiembre de 2011 | MT Framework 2.x  | PlayStation 3 y Xbox 360                                                                     | El logotipo de MT Framework se muestra cuando se inicia el juego |
| Ultimate Marvel vs.Capcom 3 (versiones de consola doméstica) | 15 de noviembre de 2011  | MT Framework 2.x  | Microsoft Windows, PlayStation 3, PlayStation 4, Xbox 360 y Xbox One                         | El arte de la caja menciona MT Framework, a diferencia de la versión de PlayStation Vita que menciona MT Framework Mobile.                                                                         |
| Dragon's Dogma                                               | 22 de mayo de 2012       | MT Framework 2.x  | Microsoft Windows, PlayStation 3, PlayStation 4, Xbox 360, Xbox One y Nintendo Switch        | |
| Resident Evil 6                                              | 2 de octubre de 2012     | MT Framework 2.x  | Microsoft Windows, PlayStation 3, PlayStation 4, Xbox 360, Xbox One y Nintendo Switch        | |
| E.X. Troopers(versión de PlayStation 3)                      | 22 de noviembre de 2012  | MT Framework 2.x  | Playstation 3                                                                                | El arte de la caja menciona MT Framework, a diferencia de la versión de Nintendo 3DS que menciona MT Framework Lite                                                                                |
| Resident Evil: Revelations(versiones de consola doméstica)   | 21 de mayo de 2013       | MT Framework 2.x  | Microsoft Windows, PlayStation 3, PlayStation 4, Xbox 360, Xbox One, Wii U y Nintendo Switch | El cuadro de arte menciona MT Framework. |
| Sengoku Basara 4                                             | 23 de enero de 2014      | MT Framework 2.x  | Playstation 3                                                                                | Confirmado en el arte de la caja. |
| Resident Evil HD Remaster                                    | 27 de noviembre de 2014  | MT Framework 2.x  | Microsoft Windows, PlayStation 3, PlayStation 4, Xbox 360, Xbox One y Nintendo Switch        | Confirmado en el arte de la caja |
| Resident Evil: Revelations 2                                 | 24 de febrero de 2015    | MT Framework 2.x  | Microsoft Windows, PlayStation 3, PlayStation 4, Xbox 360, Xbox One y Nintendo Switch        | Los créditos enumeran al "Equipo de desarrollo de MT Framework" por brindar soporte de desarrollo, a diferencia de la versión de PlayStation Vita que menciona MT Framework Mobile.                |
| Devil May Cry 4: Special Edition                             | 18 de junio de 2015      | MT Framework 2.x  | PlayStation 4, Xbox One y Microsoft Windows                                                  | Confirmado en el arte de la caja japonesa. |
| Sengoku Basara 4 Sumeragi                                    | 23 de julio de 2015      | MT Framework 2.x  | PlayStation 3 y PlayStation 4                                                                | Confirmado en el arte de la caja. |
| Dragon's Dogma Online                                        | 31 de agosto de 2015     | MT Framework 2.x  | Microsoft Windows, PlayStation 3 y PlayStation 4                                             | [ 42 ] |
| Resident Evil Zero HD Remaster                               | 19 de enero de 2016      | MT Framework 2.x  | Microsoft Windows, PlayStation 3, PlayStation 4, Xbox 360, Xbox One y Nintendo Switch        | Confirmado en el arte de la caja |
| Sengoku Basara Sanada Yukimura-Den                           | 25 de agosto de 2016     | MT Framework 2.x  | PlayStation 3 y PlayStation 4                                                                | Confirmado en el arte de la caja. |
| Ultra Street Fighter II: The Final Challengers               | 26 de mayo de 2017       | MT Framework 2.x  | Nintendo Switch                                                                              | [ 43 ] |
| Monster Hunter Generations Ultimate                          | 25 de agosto de 2017     | MT Framework 2.x  | Nintendo Switch                                                                              | El arte de la caja menciona MT Framework, a diferencia de la versión de Nintendo 3DS que menciona MT Framework Mobile.                                                                             |
| Monster Hunter: World                                        | 26 de enero de 2018      | MT Framework 3.0  | PlayStation 4, Xbox One y Microsoft Windows                                                  | [ 44 ] |
| Mega Man X Legacy Collection 1                               | 24 de agosto de 2018     | MT Framework 2.x  | Nintendo Switch, PlayStation 4, Xbox One y Microsoft Windows                                 | Confirmado en el arte de la caja |
| Mega Man Legacy Collection 2                                 | 24 de agosto de 2018     | MT Framework 2.x  | Nintendo Switch, PlayStation 4, Xbox One y Microsoft Windows                                 | Confirmado en el arte de la caja |
| Capcom Beat 'Em Up Bundle                                    | 18 de septiembre de 2018 | MT Framework 2.x  | Nintendo Switch, PlayStation 4, Xbox One y Microsoft Windows                                 | Confirmado en el arte de la caja |
| Mega Man 11                                                  | 2 de octubre de 2018     | MT Framework 2.x  | Nintendo Switch, PlayStation 4, Xbox One y Microsoft Windows                                 | [ 45 ] |
| Mega Man Zero/ZX Legacy Collection                           | 25 de febrero de 2020    | MT Framework 2.x  | Nintendo Switch, PlayStation 4, Xbox One y Microsoft Windows                                 | Confirmado en el arte de la caja |

### MT Framework Lite (MTFL) y MT Framework Mobile (MTFM)
| Título                                                | Fecha de lanzamiento     | Versión del motor   | Plataforma(s)               | Ref. |
| ----------------------------------------------------- | ------------------------ | ------------------- | --------------------------- | --- |
| Resident Evil: The Darkside Chronicles                | 17 de noviembre de 2009  | MT Framework Lite   | Wii, PlayStation 3          | |
| Sengoku Basara 3                                      | 29 de julio de 2010      | MT Framework Lite   | Wii, PlayStation 3          | Confirmado en el arte de la caja. |
| Super Street Fighter IV: 3D Edition                   | 26 de febrero de 2011    | MT Framework Mobile | Nintendo 3DS                | [ 24 ] [ 46 ] |
| Resident Evil: The Mercenaries 3D                     | 2 de junio de 2011       | MT Framework Mobile | Nintendo 3DS                | [ 24 ] |
| Nazo Waku Yakata                                      | 4 de agosto de 2011      | MT Framework Mobile | Nintendo 3DS                | [ 47 ] |
| Sengoku Basara 3 Utage                                | 10 de noviembre de 2011  | MT Framework Lite   | Wii, PlayStation 3          | Confirmado en el arte de la caja. |
| Monster Hunter 3 Ultimate                             | 10 de diciembre de 2011  | MT Framework Mobile | Nintendo 3DS, Wii U         | Confirmado en el arte de la caja |
| Ultimate Marvel vs.Capcom 3(versión PlayStation Vita) | 17 de diciembre de 2017  | MT Framework Mobile | PlayStation Vita            | Confirmado en el arte de la caja |
| Resident Evil: Revelations                            | 26 de enero de 2012      | MT Framework Mobile | Nintendo 3DS                | [ 24 ] |
| E.X. Troopers(versión de Nintendo 3DS)                | 22 de noviembre de 2012  | MT Framework Lite?  | Nintendo 3DS                | Box art menciona MT Framework Lite en lugar de Mobile. Podría ser un error. |
| Phoenix Wright: Ace Attorney - Dual Destinies         | 25 de julio de 2013      | MT Framework Mobile | Nintendo 3DS, Android y iOS | MT Framework Mobile confirmado en el arte de la caja de la versión de Nintendo 3DS. Además, en los créditos de ambas versiones aparece el "Equipo de desarrollo de MT Framework", y la versión de iOS acredita al personal adicional que trabajó en esa versión. |
| Monster Hunter 4                                      | 14 de septiembre de 2013 | MT Framework Mobile | Nintendo 3DS                | Confirmado en el arte de la caja |
| Monster Hunter 4 Ultimate                             | 11 de octubre de 2014    | MT Framework Mobile | Nintendo 3DS                | Confirmado en el arte de la caja |
| The Great Ace Attorney: Adventures                    | 9 de julio de 2015       | MT Framework Mobile | Nintendo 3DS, Android y iOS | Confirmado en el arte de la caja |
| Resident Evil: Revelations 2                          | 18 de agosto de 2015     | MT Framework Mobile | PlayStation Vita            | El juego muestra el logotipo de MT Framework Mobile cuando se inicia. |
| Monster Hunter Generations                            | 28 de noviembre de 2015  | MT Framework Mobile | Nintendo 3DS                | Confirmado en el arte de la caja |
| Phoenix Wright: Ace Attorney − Spirit of Justice      | 9 de junio de 2016       | MT Framework Mobile | Nintendo 3DS, Android y iOS | Confirmado en el arte de la caja |
| Monster Hunter Stories                                | 8 de octubre de 2016     | MT Framework Mobile | Nintendo 3DS, Android y iOS | Confirmado en el arte de la caja |
| Monster Hunter XX                                     | 18 de marzo de 2017      | MT Framework Mobile | Nintendo 3DS                | Confirmado en el arte de la caja |
| The Great Ace Attorney 2: Resolve                     | 3 de agosto de 2017      | MT Framework Mobile | Nintendo 3DS, Android y iOS | Confirmado en el arte de la caja |
| Mega Man Legends 3                                    | Cancelado                | MT Framework Mobile | Nintendo 3DS                | [ 33 ] |